# Mavina Halla Forest, Somvarpet
Mavina Halla Forest là một làng thuộc tehsil Somvarpet, huyện Kodagu, bang Karnataka, Ấn Độ.